# George W. Munroe
George W. Munroe (Filadelfia, 1857-Somers Point, 29 de enero de 1932) fue un actor y comediante estadounidense especializado en la personificación de mujeres. Actuó activamente en teatros estadounidenses desde la década de 1880 hasta principios de la de 1920. Actuó tanto en espectáculos del circuito de Broadway como en vodevil. Era mejor conocido por sus representaciones cómicas de ancianas irlandesas chismosas.

## Primeros años y carrera
George W. Munroe nació en Filadelfia y comenzó su carrera en esa ciudad como miembro de la Wheatley Dramatic Association. Se unió a la compañía de teatro itinerante del actor George S. Knight (1850-1892), haciendo su debut como Bridget, una mujer irlandesa, en Over the Garden Wall en la Chestnut Street Opera House (construida en 1870 como Fox's American Theatre) el 1 de septiembre de 1884. Luego, la producción se fue de gira y finalmente llegó al Union Square Theatre de Broadway en enero de 1885. Munroe todavía estaba en el elenco cuando se trasladó al Teatro de la Quinta Avenida en marzo de 1885.

Al situar la carrera de Munroe en el contexto de la historia más amplia del drag durante el siglo XIX, Laurence Senelick, escribiendo en The Cambridge Guide to American Theatre, afirmó que
Los puritanos habían atacado como «sodomítica » la convención isabelina de que los niños interpreten a niñas, y ésta desapareció con la Restauración; pero la tradición que la acompaña del papel de «dama», una anciana personificada por un comediante, sobrevivió en el escenario estadounidense, continuada por Neil Burgess como la viuda Bedotte, George W. Munroe como varias chicas irlandesas, Gilbert Sarony como Giddy Gusher, y los hermanos Russell como torpes sirvientas irlandesas.
Munroe desarrolló una sociedad con el comediante y compañero de Filadelfia John C. Rice; un actor que también había tenido un papel cómico en Over the Garden Wall . Aprovecharon el éxito del personaje femenino irlandés de Munroe en esa obra y lo reutilizaron en una nueva obra escrita por Scott Marble titulada Mi tía Bridget con Munroe como personaje principal. Se estrenó en Kansas City, Misuri, en 1886. Munroe y Rice realizaron una gira con esta obra por todo Estados Unidos en teatros de vodevil en la segunda mitad de la década de 1880. Una segunda obra siguió a esta obra, Aunt Bridget's Baby, que debutó en el Park Theatre de Boston en enero de 1891. El actor Andrew Mack pasó a formar parte del equipo de Munroe y Rice, y continuaron representando obras dirigidas por Munroe como Bridget hasta 1898; marcando un lapso de 12 años para el equipo de vodevil de Munroe y Rice.

## Carrera posterior como estrella de Broadway y muerte
En las dos primeras décadas del siglo XX, Munroe protagonizó varios musicales de Broadway. Sus papeles en los escenarios de Nueva York incluyeron el papel principal en The Doings of Mrs. Dooley en la Grand Opera House en 1902; Aurora boreal en The Top o' th' World de Anne Caldwell en el Majestic Theatre en 1907-1908; Miss Tiny Daley en The Mimic World of 1908; Pansy Burns en The Midnight Sons de Raymond Hubbell y Glen MacDonough (1909, Broadway Theatre); Patricia Flynn en The Never Homes, de A. Baldwin Sloane (1911, Broadway Theatre); y la Sra. Honoria O'Day en la producción de Lew Fields de The Sun Dodgers (1912, Broadway Theatre).
Munroe también protagonizó la revista musical The Passing Show en 1914 y 1915. Actuó regularmente tanto en Broadway como en teatros regionales propiedad de la familia Shubert desde 1911 hasta su retiro de los escenarios en 1922.
Munroe murió en el Atlantic Shores Hospital en Somers Point, Nueva Jersey, el 29 de enero de 1932. Le sobrevivió su esposa, la actriz Anna Sedgewick.